# Francisco Fortuny (pintor)
Francisco Fortuny (Puebla de Montornés, Tarragona, 1 de enero de 1865-Buenos Aires, 23 de julio de 1942) fue un pintor, dibujante e ilustrador de libros y revistas argentino de origen español.

## Biografía

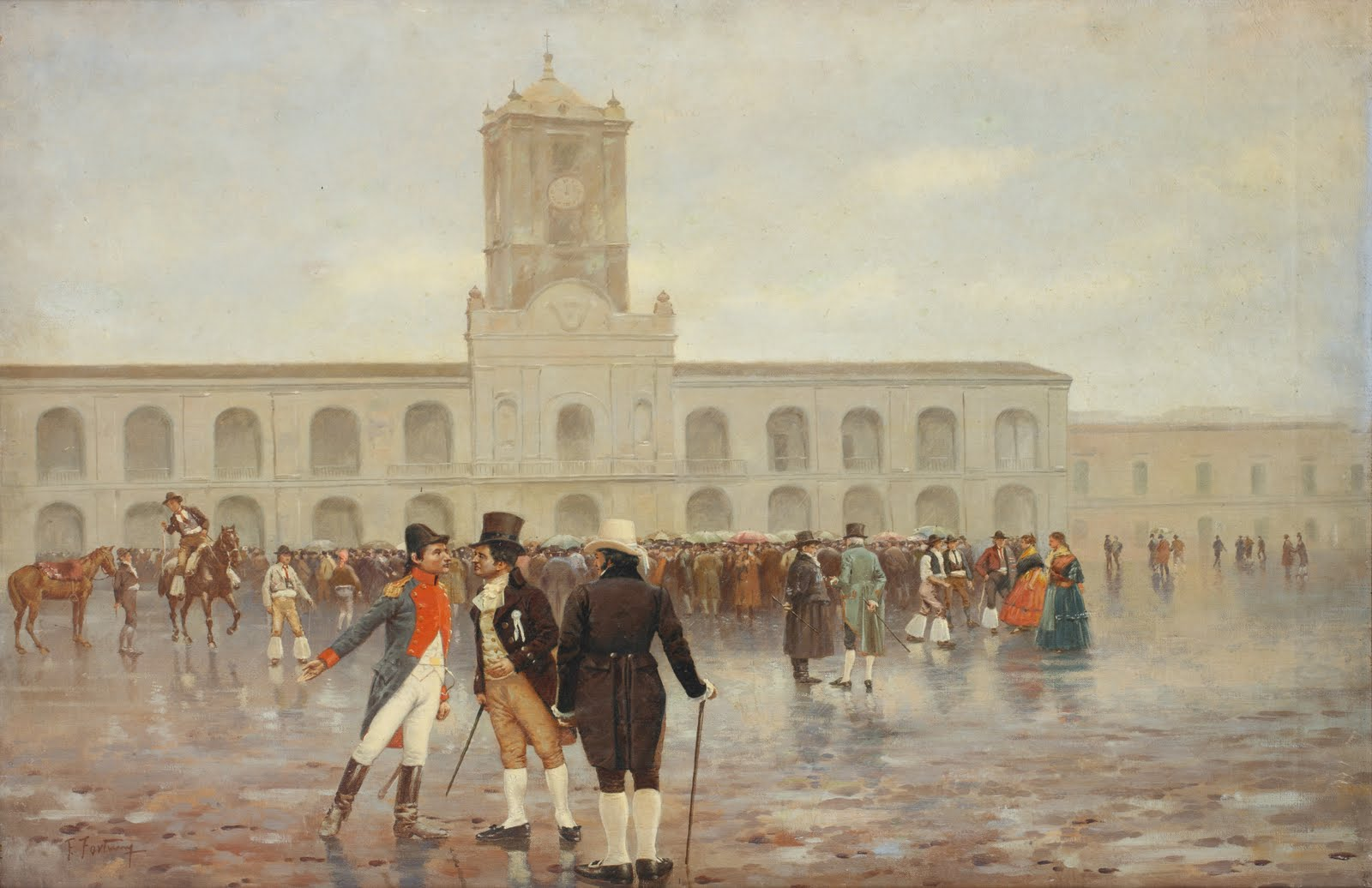
La Revolución de Mayo (1910) por Francisco Fortuny

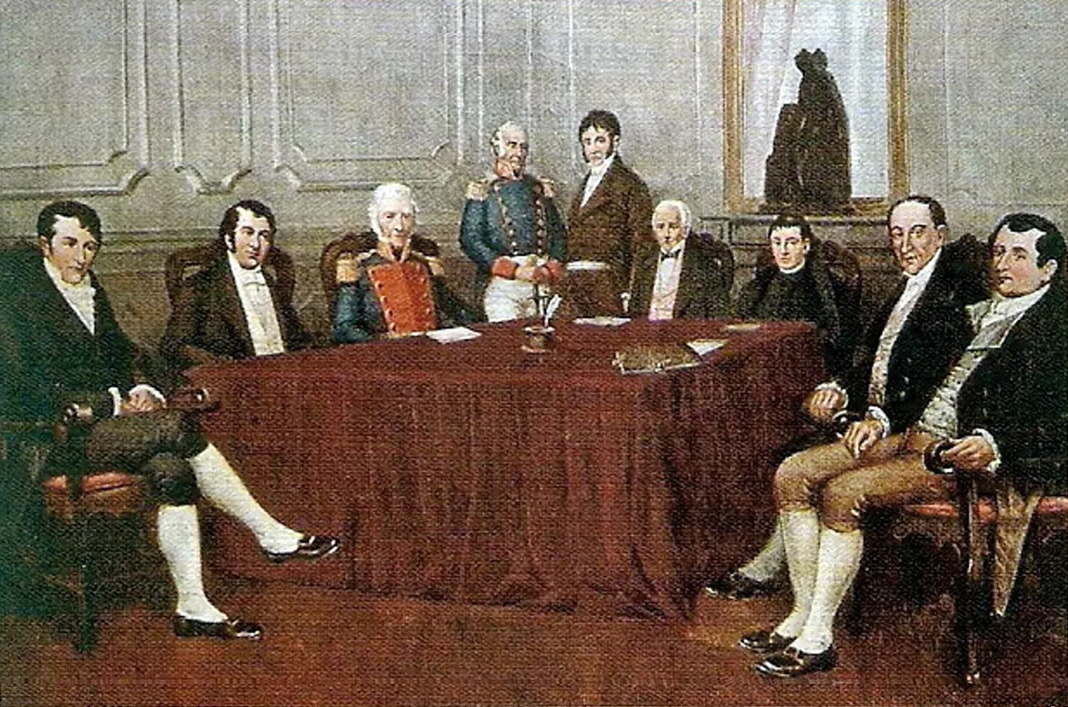
Primera Junta por Francisco Fortuny

Francisco Fortuny nació en Puebla de Montornés, Tarragona, el 1 de enero de 1865. Cursó sus estudios en la Real Academia de Bellas Artes de San Fernando en Madrid. Hacia fines de 1887 viajó a la Argentina y se radicó en Buenos Aires, donde comenzó a trabajar como dibujante en las revistas ilustradas Caras y Caretas, El Sud Americano, P.B.T.,Vida Moderna, Papel y Tinta, Pulgarcito y Plus Ultra. Fue el ilustrador de los Manuales de Historia de la Editorial Estrada desde 1906 y uno de los primeros artistas de su época en sentirse atraído por el acontecer nacional.
Su cuadro "Creación de la Bandera Nacional" que muestra al General Belgrano a caballo, saludando a la enseña nacional a orillas del río Paraná fue utilizado en la estampilla de 5 centavos  conmemorativa del centenario del Paso a la Inmortalidad del prócer.
Falleció en Buenos Aires, el 23 de julio de 1942.